# Jules Favre (géologue)
Pour les articles homonymes, voir Jules Favre (homonymie) et Favre.
Jules Favre, né le 6 novembre 1882 au Locle (canton de Neuchâtel) et mort le 22 janvier 1959 à Genève, est un géologue suisse, ayant également travaillé en paléontologie, puis en malacologie et en mycologie. Il travaille au Muséum d'histoire naturelle de Genève à partir de 1907 comme assistant de paléontologie, puis en tant que conservateur de 1915 à 1952.

## Taxons décrits
Jules Favre a décrit une espèce d'algues calcaires du Jurassique :
- † Clypeina jurassica Favre, 1927

Un certain nombre d'espèces ou de variétés de champignons, dont :
- Clitocybe elegantula J.Favre, 1960
- Clitocybe festiva J.Favre, 1955
- Clitocybe lateritia J.Favre, 1955
- Clitocybe martiorum J.Favre, 1956
- Clitocybe nitriolens J.Favre, 1960
- Clitocybe rivulosa var. dryadicola J.Favre, 1955, désormais traité comme espèce à part entière, Clitocybe dryadicola (J.Favre) Harmaja, 1976
- Cortinarius atropusillus J.Favre, 1960
- Cortinarius betulinus J.Favre, 1948
- Cortinarius cavipes J.Favre, 1955
- Cortinarius gausapatus J.Favre, 1955
- Cortinarius inconspicuus J.Favre, 1955
- Cortinarius pertristis J.Favre, 1955
- Cortinarius phaeopygmaeus J.Favre, 1955
- Cortinarius rufostriatus J.Favre, 1955
- Cortinarius scotoides J.Favre, 1955
- Drosophila glareosa J.Favre, 1958
- Fayodia bisphaerigera var. anthracobia J.Favre, 1948
- Galera rubiginosa var. annulata J.Favre, 1955
- Lactarius nanus J.Favre, 1955
- Mycena strobilicola J.Favre & Kühner, 1938
- Naucoria saliciphila J.Favre, 1948
- Omphalia obatra J.Favre, 1955
- Pleurotellus acerosus var. latisporus J.Favre, 1955
- Rhodophyllus anthracinus J.Favre, 1955
- Rhodophyllus atromarginatus Romagn. & J.Favre, 1938
- Rhodophyllus caliginosus Romagn. & J.Favre, 1938
- Rhodophyllus clypeatus var. alpicola J.Favre, 1955
- Rhodophyllus ianthinus Romagn. & J.Favre, 1938
- Rhodophyllus olorinus Romagn. & J.Favre, 1938
- Rhodophyllus sphagnorum Romagn. & J.Favre, 1938
- Rhodophyllus tenellus J.Favre, 1948

Le foraminifère fossile :
- † Spirocyclina erratica Joukowsky & Favre, 1913

Un oursin fossile :
- † Pedina salevensis Favre, 1913

Favre a enfin décrit un sous-genre de mollusques, Trochus (Discotectus) Favre, 1913, ainsi que de nombreuses espèces ou variétés :
- Aphanoptyxis variabilis Favre, 1913
- Aptyxiella rustica Favre, 1913
- Arca gracilicostata Favre, 1913
- Brachytrema filigrana Favre, 1913
- Cryptoplocus excavatus Favre, 1913
- Ditremaria carinata var. elegans Favre, 1913
- Ditremaria carinata var. media Favre, 1927
- Ditremaria salevensis Favre, 1913
- Ditretus consobrinus Favre, 1913
- Eunaticina heterostriata Favre, 1913
- Hypelasma salevensis Favre, 1913, désormais Matheronia salevensis (Favre, 1913)
- Itieria cabanetiana var. globosa Favre, 1913
- Lauria cylindracea var. minuta Favre, 1927
- Lima monetieri Favre, 1913
- Matheronia salevensis Favre, 1913
- Nerinea concinna Favre, 1913
- Nerinea grata Favre, 1913
- Nerinea minima Favre, 1913
- Nerinea paucicostata Favre, 1913
- Nerinea robusta Favre, 1913
- Nerinea sphinxi Favre, 1913
- Nerita tithonica Favre, 1913
- Oonia amygdaloides var. minor Favre, 1927
- Pachymytilus obtusus Favre, 1913
- Patella modesta Favre, 1913
- Petersia corallina Favre, 1913
- Petersia salevensis Favre, 1913
- Pisidium clarckeanum var. exilis Stelfox & Favre, 1943
- Pisidium pseudosphaerium Favre, 1927
- Planorbis carinatus var. debilis Favre, 1927
- Pseudomelania nana Favre, 1913
- Turbo salevensis Favre, 1913
- Valletia antiqua Favre, 1913
- Valletia auris Favre, 1927
- Valletia auris var. crassa Favre, 1927